# Поликория

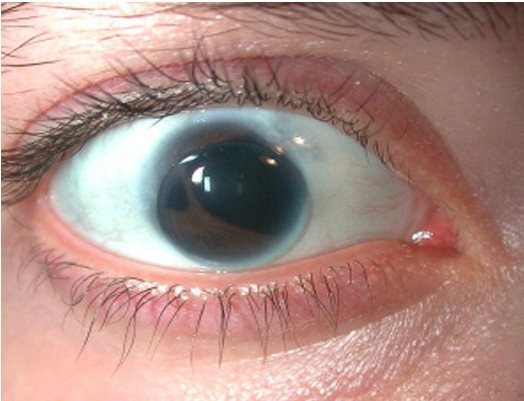

Поликори́я (лат. polycoria) — редко встречающийся врождённый дефект глаза: наличие в радужке двух или более зрачковых отверстий.
Поликория делится на истинную и ложную. Предпосылкой к возникновению ложной поликории становится неравномерное закрытие зрачка мембраной. Отличие истинной поликории от ложной в том, что при последней отсутствует реакция на свет дополнительных зрачков. При истинной поликории реакция присутствует, хотя слаба.
Причиной истинной поликории является аномалия развития глазного бокала.
Как правило, одно из отверстий — больше остальных. Форма отверстий обычно не вполне округлая. Из-за нарушения симметричности, сфинктер зрачка должным образом работать не в состоянии, потому реакция глаза на свет вялая. Имеется выраженный зрительный дискомфорт. Острота зрения дефектного глаза значительно снижена.
При количестве зрачков более трёх и их величине более 2 мм, в течение первого года жизни показано хирургическое устранение дефекта. В более позднем возрасте — назначают косметические и оптические контактные линзы.